# Illja Haljuza
Illja Serhijovyč Haljuza (in ucraino Ілля Сергійович Галюза?; Arcangelo, 16 novembre 1979) è un ex calciatore ucraino, di ruolo centrocampista.

## Carriera
Ha giocato nella massima serie dei campionati ucraino, lituano e bielorusso.